# Реом, Манон
Мано́н Рео́м (фр. Manon Rhéaume; род. 24 февраля 1972, Ля-Бопор, Квебек) — канадская хоккеистка, двукратная чемпионка мира. Игровое амплуа — вратарь. Единственная хоккеистка, защищавшая цвета команды Национальной хоккейной лиги (в выставочных матчах).

## Ранние годы
Манон Реом родилась в Канаде во франкоязычной провинции Квебек. Она увлекалась хоккеем с раннего детства; младший брат Манон, Паскаль Реом, впоследствии тоже сделал карьеру хоккеиста и провёл несколько сезонов в клубах НХЛ.

## Хоккейная карьера
В 1991 году Манон присоединилась к клубу мужской Главной юниорской хоккейной лиги Квебека (QMJHL) «Труа-Ривьер Дрэверс» в качестве третьего вратаря. Таким образом, она стала первой девушкой, принявшей участие в соревнованиях Канадской хоккейной лиги.
Один из матчей Реом за «Труа-Ривьер» попался на глаза скаутам «Тампа-Бэй Лайтнинг» — клуба, который на следующий сезон должен был заявиться в НХЛ. Игру Манон просмотрел генеральный менеджер «Тампы» Фил Эспозито, не зная, что перед ним девушка.
Реом была вызвана в тренировочный лагерь «Лайтнинг» во Флориде, где она сыграла в выставочном матче «молний» против «Сент-Луис Блюз» (23 сентября 1992 года). Манон защищала ворота «Тампы» в течение одного периода и отразила 7 бросков из 9. Реом подписала профессиональный контракт с «Тампа-Бэй» и отправилась в «Атланта Найтс» — фарм-клуб «молний» в Интернациональной хоккейной лиге. За пять лет (1992—1997) Реом провела 24 официальных матча за команды мужских лиг; в 1993 году она ещё раз вышла на лёд в выставочном матче «Тампа-Бэй Лайтнинг». Реом остаётся единственной женщиной, заключившей контракт с клубом НХЛ и сыгравшей в предсезонных матчах.
В то же время Манон не прекращала играть за сборную Канады. В 1992 и 1994 годах она становилась чемпионкой мира, а в 1998 году завоевала серебряные медали Олимпийских игр в Нагано.

## Общественная деятельность
В 2008 году Реом основала Фонд Манон Реом (англ. Manon Rhéaume Foundation). Цель работы фонда — помочь молодым девушкам добиться успеха в традиционно «неженских» видах спорта.

## Личная жизнь
Манон Реом живёт в пригороде Детройта, штат Мичиган, и воспитывает двоих сыновей. Старший из них тоже занимается хоккеем, играя на позиции вратаря.